# Gai (Russland)
Gai (russisch Гай) ist eine Mittelstadt mit 38.301 Einwohnern (Stand 14. Oktober 2010) in der Oblast Orenburg südöstlich des Ural in der Russischen Föderation.

## Geographie
Die Stadt liegt etwa 35 km nördlich der beiden Großstädte Orsk und Nowotroizk sowie etwa 330 km östlich von der Gebietshauptstadt Orenburg. Etwa sechs Kilometer von der Stadt entfernt befindet sich ein Heilbad.

## Geschichte
Gegründet wurde Gai 1959 als Standort für ein Kupfererzabbaukombinat, das bis heute der Hauptarbeitgeber in der Stadt geblieben ist. Der Name Gai ist ein südrussischer Regionalismus für Hain, kleiner (Laub-)Wald und bezieht sich auf einen Birkenwald, der dort bei der Gründung der Stadt existiert haben soll.

### Bevölkerungsentwicklung
| Jahr | Einwohner |
| ---- | --------- |
| 1959 | 1.923     |
| 1970 | 28.250    |
| 1979 | 35.700    |
| 1989 | 41.668    |
| 2002 | 41.621    |
| 2010 | 38.301    |

Anmerkung: Volkszählungsdaten

## Wirtschaft
Der bedeutendste Betrieb ist das Bergbau und Aufbereitungskombinat von Gai AG (АО «Гайский горно-обогатительный комбинат»). Das Kupfererz wird sowohl unter Tage als auch über Tage abgebaut und in einer eigenen Fabrik aufbereitet. Das Unternehmen beschäftigt fast 7000 Arbeitnehmer und trägt etwa 60 % des Haushalts der Stadt.
Ein weiteres großes Unternehmen ist die Fabrik zur Buntmetallbearbeitung (Гайский завод по обработке цветных металлов). Hier werden aus Kupfer und verschiedenen Metalllegierungen Bänder, Bleche und Folien hergestellt.
Des Weiteren gibt es noch eine Geflügelfabrik, eine große Molkerei und eine Brotfabrik.

## Verkehr
Es gibt zwar eine Eisenbahnverbindung nach Gai, die aber nur für den Frachtverkehr benutzt wird. Dafür verkehren regelmäßig Busse zur nahe gelegenen Großstadt Orsk und der Gebietshauptstadt Orenburg. Zudem fungieren Busse als städtischer öffentlichen Personennahverkehr.

## Söhne und Töchter der Stadt
- Wladimir (Maschtanow) (* 1965), Bischof der Russisch-Orthodoxen Kirche[2]
- Olga Subowa (* 1993), Gewichtheberin